# Zenon Mróz
Zenon Mróz (ur. 2 listopada 1930 w Suchowoli) – polski uczony, profesor nauk technicznych. Specjalizuje się w mechanice gruntów, oraz ogólnie pojętym materiałoznawstwie (w tym mechanice materiałów i konstrukcji, analizie niesprężystej, optymalizacji konstrukcji, pełzaniu, plastyczności, oraz ocenie stopnia zniszczenia materiałów). Członek korespondent krajowy Polskiej Akademii Nauk od 1986 roku, członek rzeczywisty tej instytucji od 2004 roku. Jest również członkiem Polskiej Akademii Umiejętności, oraz pracownikiem Instytutu Podstawowych Problemów Techniki PAN.
Absolwent studiów mechanicznych na Politechnice Warszawskiej (rocznik 1952), tytuł profesora nauk technicznych nadano mu w 1971 roku.

## Wybrane prace i publikacje naukowe
Autor wielu ważnych prac, artykułów i publikacji z zakresu mechaniki, między innymi:
- Komputerowe metody mechaniki ciał stałych (1995)

- Cienkie warstwy w elementach konstrukcji: analiza termomechaniczna, identyfikacja własności, optymalizacja układów jednorodnych i gradientowych

- Modelowanie i identyfikacja uszkodzeń w materiałach i warstwach kontaktowych

- Modelowanie i wrażliwość stref kontaktu powierzchni w ośrodkach wielofazowych dla sprzężonych pól termomechanicznych

- Wrażliwość i projektowanie optymalne nieliniowych układów sprężystych

- Modelowanie poślizgów i rozwoju uszkodzeń w strefie kontaktu ciał sprężysto-plastycznych

- Analiza stanów pokrytycznych w procesach urabiania gruntów

- Analiza stanów pokrytycznych w układach sprężystych i niesprężystych

- Deformacja plastyczna metali przy zmiennych obciążeniach

- Stany graniczne w ośrodkach krucho-plastycznych

- Analiza wrażliwości i optymalizacja kształtu konstrukcji

## Nagrody i wyróżnienia
W trakcie swojej długoletniej kariery naukowej uhonorowany wieloma nagrodami i wyróżnieniami, między innymi:
- Zbiorową Nagrodą Państwową (1968),
- Nagrodą Ministra Edukacji (1999),
- Nagrodą Ministra Szkolnictwa Wyższego (trzykrotnie – 1977, 1983, 1989),
- Nagrodą Sekretarza Wydziału IV PAN (1964),
- Nagrodą Sekretarza Naukowego PAN (1973),
- Krzyżem Oficerskim Orderu Odrodzenia Polski (2001),
- Medalem Zasłużony dla Politechniki Krakowskiej (1995),
- Medalem Zasłużony dla Politechniki Białostockiej (2001),
- Medalem im. Warnera Tjardusa Koitera Amerykańskiego Stowarzyszenia Inżynierów Mechaników ASME (2004),
- Medalem Uniwersytetu w Neapolu (2007)
- Tytułem doktora honoris causa następujących uczelni: Uniwersytetu w Miszkolcu (1995), Politechniki w Mons (1997), Politechniki Krakowskiej (1997), Uniwersytetu w Waterloo (1999), Uniwersytetu w Minnesocie (2003), Politechniki Białostockiej (2012)